# Ладон (озеро)
Ладон (грец. Λάδωνας) — це штучне озеро у верхній частині річки Ладон в північно-західній частині ному Аркадія, регіону Пелопонес в Греції.
Будівництво водосховища тривало кілька років і було закінчене в другій половині XX століття.
| Греція | Це незавершена стаття з географії Греції. Ви можете допомогти проєкту, виправивши або дописавши її. |